# جو رنفت
جوزف هنری «جو» رنفت فیلم‌نامه‌نویس، پویانما، صدا پیشه و تردست اهل ایالات متحده آمریکا بود. وی با استودیوهای بزرگ انیمیشن سازی همچون پیکسار و شرکت والت دیزنی همکاری کرده بود. برادرش جرومی رنفت نیز که یک مجسمه‌ساز است تاکنون در ساخت چندین فیلم با شرکت پیکسار همکاری نموده است.
جو رنفت به عنوان یکی از فیلمنامه نویسان انیمیشن داستان اسباب‌بازی نامزد جایزه اسکار بهترین فیلم‌نامه غیراقتباسی بوده است.
این هنرمند در تاریخ ۱۶ اوت ۲۰۰۵ درگذشت.